# Abbaye Saint-Laurent d'Ampleforth
Pour les articles homonymes, voir Abbaye Saint-Laurent.
L'abbaye Saint-Laurent d'Ampleforth (Saint Lawrence's Abbey) est une abbaye bénédictine de style néogothique, fondée en 1802 à Ampleforth, dans le Yorkshire du Nord, au nord-est de l'Angleterre. Elle fait partie de la congrégation bénédictine anglaise.

## Histoire
L'abbaye d'Ampleforth est implantée à son emplacement actuel depuis 1802, mais ses racines sont beaucoup plus anciennes. Du fait que les fondateurs du prieuré des bénédictins anglais en exil à Dieulouard, Edward Mayhew et Robert Sadler, aient fait leur profession monastique entre les mains du dernier moine de l'abbaye de Westminster (alors en prison), elle revendique être la seule héritière après la Réforme anglaise de cette antique abbaye. Ce dernier moine catholique de Westminster s'appelait Sigebert Buckley. Exilé en France après la seconde dissolution de la communauté bénédictine de Westminster par la reine Élisabeth Ire en 1559, il commença à partir de 1607 à réunir des postulants anglais à la vie monastique, établissant leur résidence en Lorraine à l'église Saint-Laurent de Dieulouard en 1615. Cette implantation servait de base à un travail pastoral clandestin dans les îles Britanniques parmi les récusants. Ainsi c'est de là que partit notamment Alban Roe, martyrisé le 21 janvier 1642 à Tyburn, et béatifié au nombre des quarante martyrs d'Angleterre et du pays de Galles.
En 1792, les moines anglais du prieuré de Dieulouard sont chassés de France par la politique anticléricale de la Révolution et rejoignent l'Angleterre. Ce n'est qu'en 1802 qu'ils s'établissent définitivement à Ampleforth, lieu d'apostolat qu'ils desservaient de longue date, et y établissent un prieuré. En 1890, par la bulle Diuquidem, le prieuré est érigé en abbaye par le pape Léon XIII.

### Abbés

Armoiries de l'abbaye

- 1900–1924: Oswald Smith
- 1924–1939: Edmund Matthews
- 1939–1963: Herbert Byrne
- 1963–1976: Basil Hume
- 1976–1984: Ambrose Griffiths
- 1984–1997: Patrick Barry
- 1997–2005: Timothy Wright
- 2005–: Cuthbert Madden

## L'abbaye aujourd'hui
La communauté est aujourd'hui constituée d'environ 80 moines suivant la règle de saint Benoît. Ils y vivent suivant la maxime ora et labora (prière et travail), assumant en plus des offices monastiques quotidiens l'entretien d'un verger et d'une hôtellerie, la fabrication de cidre et le brassage de bière.
Sur le site même de l'abbaye se trouve le collège d'Ampleforth, l'une des écoles catholiques les plus réputées d'Angleterre, et non loin l'école primaire Saint-Martin. Ces deux établissements sont administrés par les moines. L'abbaye dispose également d'une maison d'étude à Oxford, Saint Benet's Hall, qui accueille les moines étudiants, des religieux d'autres ordres, des prêtres diocésains et des laïcs.
Les moines d'Ampleforth ont d'autre part la charge pastorale de 11 paroisses des diocèses de Leeds, Liverpool, Middlesbrough et Salford.
En 1955, l'abbaye d'Ampleforth fonde un prieuré à Saint-Louis, aux États-Unis (qui devint indépendant en 1973) et de nouveau en 1996, un monastère dans l'archidiocèse de Harare au Zimbabwe où vivent en 2013 cinq moines dont deux Zimbabwéens.

## Galerie

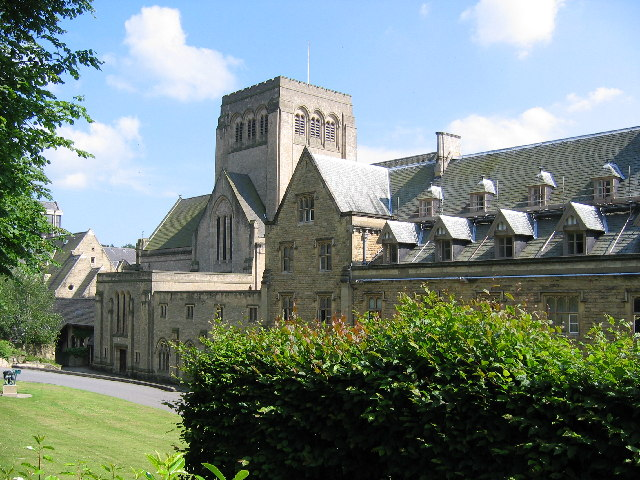
Côté nord de l'église abbatiale
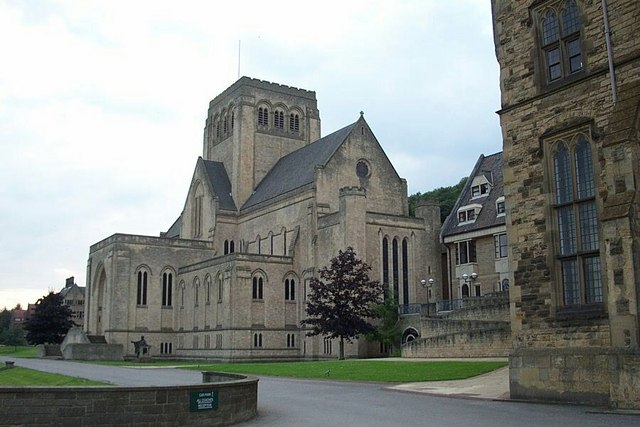
Côté sud de l'abbatiale
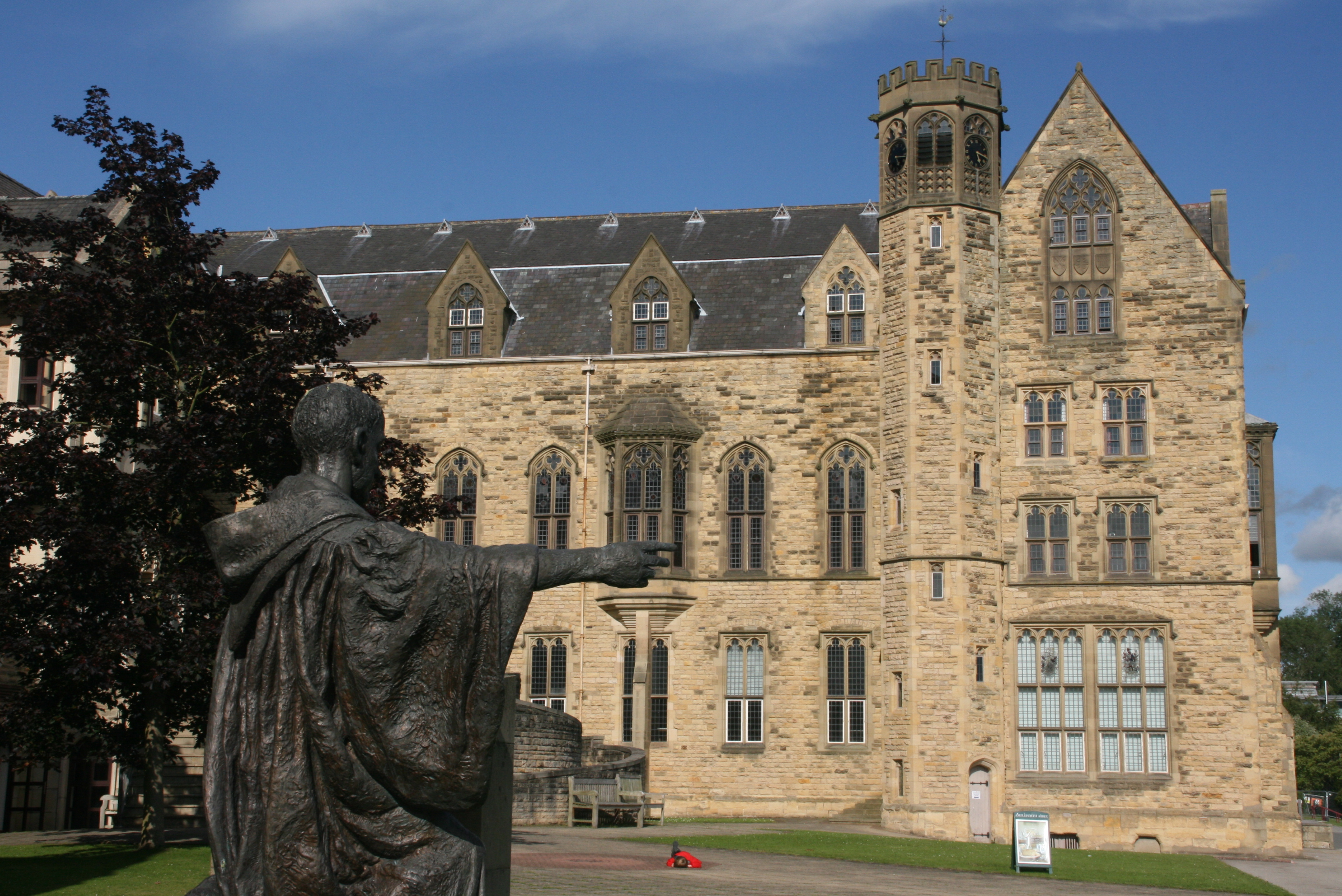
Les bâtiments du collège
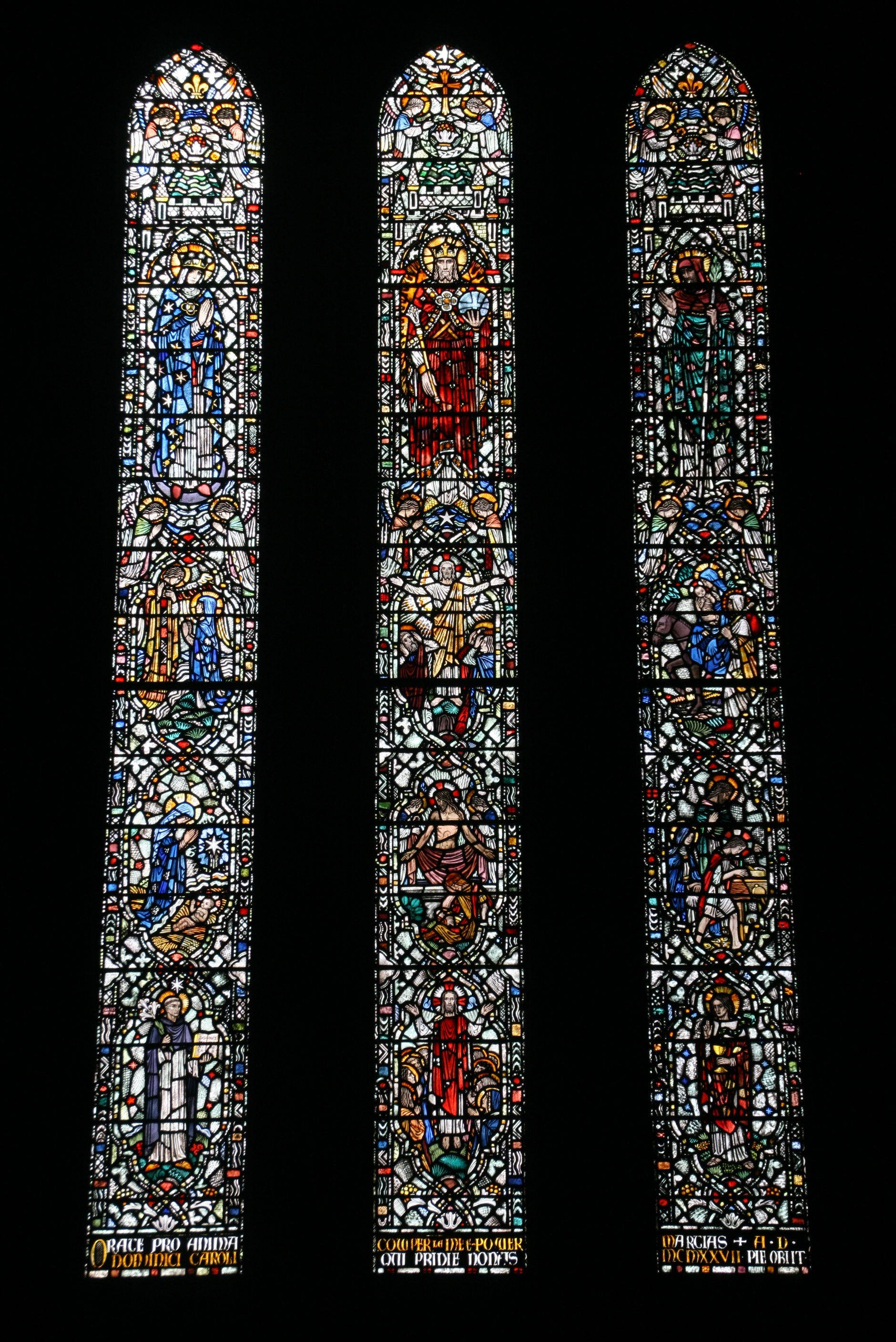
Vitraux de l'abbatiale

## Source
- (en) Ampleforth Journal Abbot Bede Turner The story of the abbey land
- (en) Catholic Encyclopedia The abbey of Ampleforth